# Cavaquinho

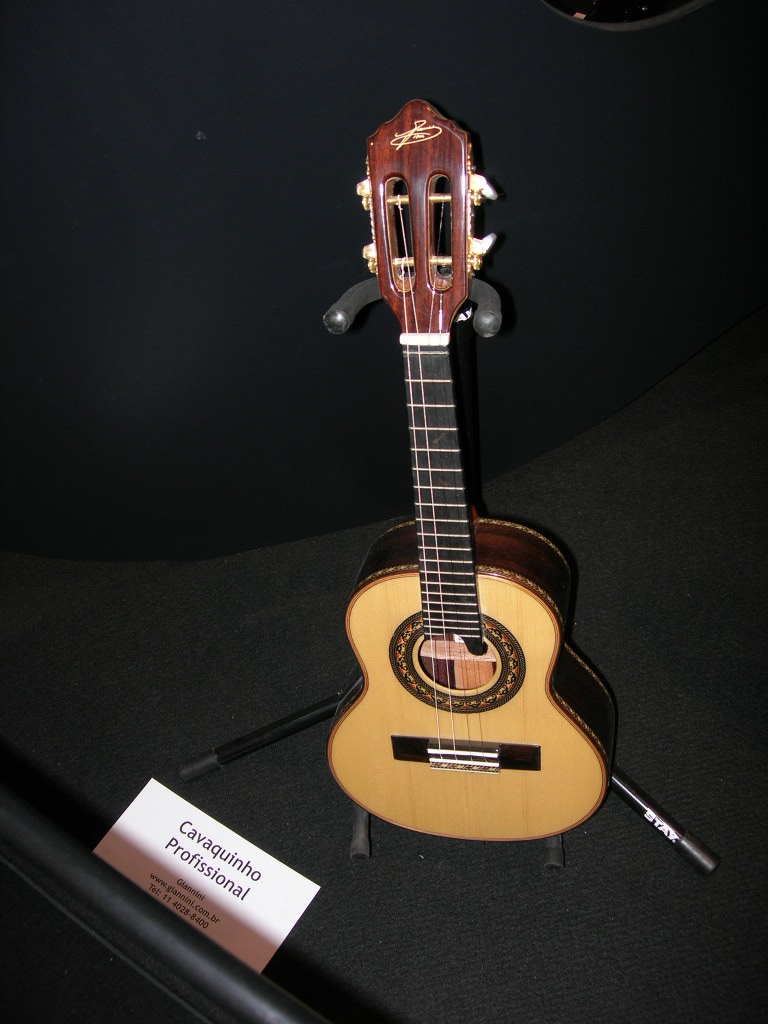

Cavaquinho (uttal: kavaki'njo) är ursprungligen ett portugisiskt stränginstrument med 4 strängar, och är ursprunget till ukulelen. Cavaquinhon ser ut som en liten gitarr.
Portugisiska sjömän spred instrumentet till de portugisiska kolonierna över hela världen, bland annat Brasilien, där cavaquinhon fortfarande har en framstående roll inom samba. Cavaquinhon var med sitt lilla format enklare att föra med sig på skeppen än en vanlig gitarr, och fick såleles stor spridning. Olika sorters cavaquinho har olika strängar, flera sorter har stålsträngar, men den ursprungliga portugisiska cavaquinhon har nylonsträngar, precis som 'ättlingen' ukulele fortfarande har.
En svensk artist som spelat cavaquinho på både skivor och liveuppträdanden är Johan Christher Schütz.